# 31824 Élato
Élato (asteroide 31824) é um centauro. Possui uma excentricidade de 0,38448979 e uma inclinação de 5,24728º.
Este centauro foi descoberto no dia 29 de outubro de 1999 por CSS em Catalina.